# 5768 Pittich
5768 Pittich este un asteroid din centura principală de asteroizi.

## Descriere
5768 Pittich este un asteroid din centura principală de asteroizi. A fost descoperit pe 4 octombrie 1986 la Stația Anderson Mesa de Edward L. G. Bowell. El prezintă o orbită caracterizată de o semiaxă mare de 2,37 ua, o excentricitate de 0,07 și o înclinație de 11,9° în raport cu ecliptica.